# Musée du transport urbain bruxellois
Le musée du transport urbain bruxellois (MTUB) (en néerlandais : Museum voor het Stedelijk Vervoer te Brussel) ou musée du tram est installé dans le dépôt classé de Woluwe-Saint-Pierre le long de l’avenue de Tervueren à Bruxelles.

## L'essor des tramways à Bruxelles
Après avoir construit la première gare de chemin de fer du continent, en 1835, la ville a également joué  un rôle précurseur dans le domaine des transports urbain sur rail.
Les premières voitures omnibus à traction chevaline, ont fait leur apparition à Bruxelles vers 1860, époque de rapide développement urbain en dehors des anciennes limites de la ville à la suite de l’abolition de l’octroi. Dès 1866, la ville concède la première ligne de tramway sur rails à traction chevaline, dit "tramway américain" à la compagne Belgian Street Railways. Cette première ligne permet de se rendre de l’église Sainte-Marie de Schaerbeek au Bois de la Cambre en empruntant la rue Royale et la toute nouvelle avenue Louise. Dix ans plus tard, la ville possède déjà une vingtaine de lignes sur rails vers les faubourgs, alors que Paris n’en possède encore qu’une seule. Ce n’est que vers 1900 que les chevaux seront progressivement remplacés par des moteurs électriques.
On rencontrera bientôt des trams dans tous les quartiers  de la ville, y compris dans les rues étroites et pentues du centre.
Bien que, sous la pression de l’automobile, de nombreuses lignes de tramway aient été supprimées ou remplacées par des autobus ou des lignes de métro, le « tram » reste l’un des symboles de Bruxelles. Redevenu compétitif grâce aux parcours dits « en site propre » qui augmentent fortement sa vitesse commerciale, il redevient une alternative économique d'une part à l'automobile privée, dont le nombre sature la circulation, et d'autre part, aux grands travaux d’infrastructure de type métro.

## Présentation
Animé uniquement par des bénévoles, le Musée du Tram en retrace l'histoire en présentant plus de soixante véhicules datant de 1868 à 1971. On y trouve les voitures hippomobiles, les trolleybus, les fameux tramways chocolat et voitures à remorque et à alimentation par perche qui se déconnectaient régulièrement de leur câble (« Jef, de flèch is af ! », « Jef, la flèche est tombée ! »), ainsi que les autobus.

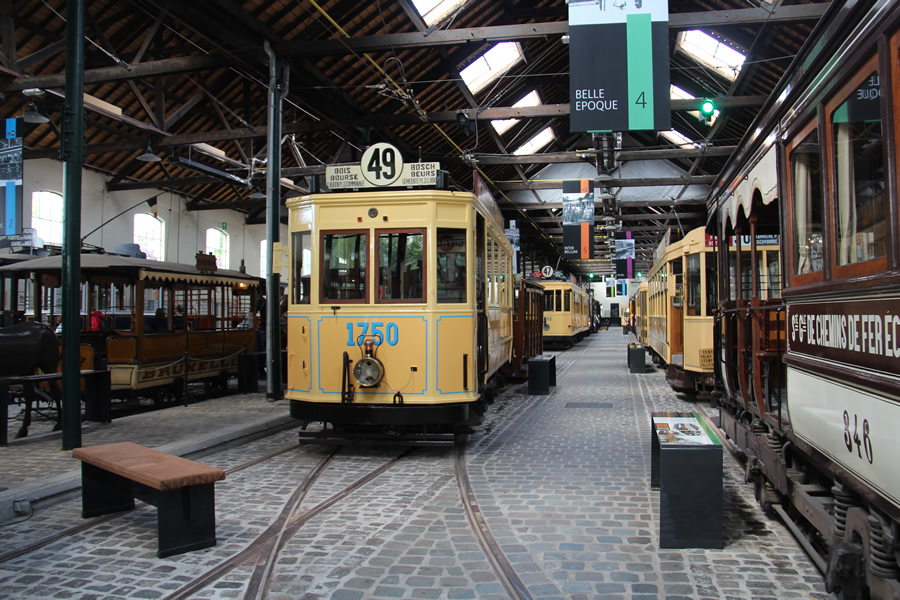
Musée du Transport Urbain Bruxellois

Le musée est ouvert pendant la saison haute (d'avril à fin septembre) chaque mercredi de 14h à 18h, ainsi que chaque samedi, dimanche et jour férié de 13h à 19h. Pendant la saison basse (d'octobre à fin mars), le Musée est ouvert chaque deuxième week-end du mois de 13h à 17h.
Lors des jours d'ouverture, les tramways historiques circulent en service régulier chaque samedi, dimanche et jour férié  sur la ligne Musée du Tram - Tervuren Station, ainsi que chaque dimanche et jour férié sur les lignes Musée du Tram - Cinquantenaire et Musée du Tram - Stockel. La ligne Musée du Tram - Place Royale est également exploitée le dimanche avec des autobus anciens (ligne BM).
Le Musée organise aussi le Brussels Tourist Tramway (BTT). Chaque dimanche de la saison haute, il est possible de découvrir Bruxelles et son histoire en sillonnant le réseau de tramways bruxellois pendant près de 4 heures dans un tramway mis en service lors de l'Exposition universelle de 1935. Pendant le voyage, un guide bénévole assure un commentaire, fait découvrir les trésors, parfois bien cachés, de la capitale et raconte de nombreuses anecdotes à son sujet. Ces circuits sont effectués soit à l'aide d'anciens trams équipés a posteriori de pantographes, soit de trams série 7000 (PCC non articulés) qui eux ont circulé avec pantographe à l'époque où ils étaient en service à la STIB. Certains d'entre eux sont visibles sur les photos ci-dessous.
La location des salles du musée et des véhicules (tramways et autobus) est possible.
En plus de présenter des bus et des trams, le musée présente également des véhicules de service, notamment des camions-échelle et une voiture, mais aussi d'autres éléments en rapport avec les transports en commun, dont des plaques de destination ou une sous-station électrique.

## Lignes exploitées par le musée

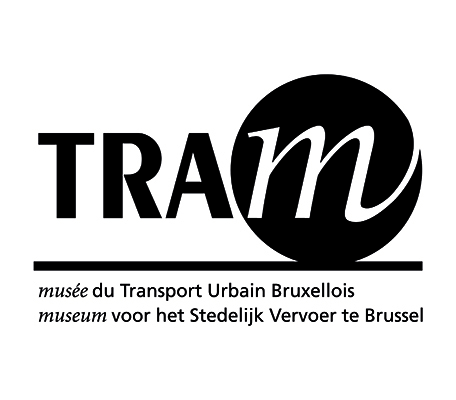
Logo du Musée du Transport Urbain Bruxellois

Le Musée exploite quatre lignes de tram et une ligne de bus.

### Ligne de tramMusée du Tram - Tervuren Station
Elle circule exclusivement sur l'avenue de Tervueren et permet de parcourir une partie du trajet de la ligne 44 du tramway de Bruxelles. La ligne passe notamment par la forêt de Soignes et rejoint son terminus situé près du musée royal de l’Afrique centrale à Tervueren (Brabant flamand).
Cette ligne circule les samedis, dimanches et jours fériés d'ouverture du musée.

### Ligne de tramMusée du Tram - Cinquantenaire
Elle relie le musée au Cinquantenaire en remontant l'avenue de Tervueren. Elle parcourt une partie du tronçon commun des lignes 39 et 44 de la STIB.
La ligne de tram entre le musée et le Cinquantenaire circule uniquement le dimanche et les jours fériés.

### Ligne de tramMusée du Tram - Stockel
Elle relie le musée à la place Dumon (Stockel) via les avenues de Tervueren, Alfred Madoux et Orban. Elle parcourt une partie du trajet de la ligne 39 de la STIB.
La ligne de tram entre le musée et Stockel ne circule que le dimanche et les jours fériés.

### Ligne de tramBrussels Tourist Tramway
Cette ligne parcourt une grande partie de la Région bruxelloise (entre le Musée du Tram et le Heysel) pendant environ 4 heures avec une pause de midi durant 50 minutes à mi-parcours ; elle est exploitée avec un tram série 5000 (tram à bogies de 1935) conservé en état de fin de service (c'est-à-dire, entre autres, équipé d'un pantographe plutôt que d'une perche afin de pouvoir utiliser sans problème les caténaires actuelles). Un commentaire historique est assuré (soit en français, soit en néerlandais, soit en anglais selon les jours) par des guides bénévoles.
Ce tram part du Musée à dix heures chaque dimanche d'avril à septembre et un dimanche par mois en dehors de cette période ; il est demandé aux participants d'être présents une demi-heure à l'avance pour assurer un départ à l'heure dite.
Parcours : Musée du Tram – Cinquantenaire – Flagey – Barrière de Saint-Gilles – Gare du Midi – Porte de Ninove – Cimetière de Jette – Centenaire – Gare de Schaerbeek – Église Sainte-Marie – place Royale – place Poelaert – Wiener – Musée du Tram.

### Ligne de busMusée du Tram - Centre(ligne BM)
Exploitée avec des autobus historiques construites entre 1956 et 1991, elle permet de découvrir différents quartiers entre le Musée du Tram et la gare de Bruxelles-Central (au centre-ville de Bruxelles). Elle dessert notamment le Cinquantenaire (Autoworld, le musée royal de l'armée et de l'histoire militaire et le musée du Cinquantenaire), le quartier européen et le quartier des squares. Certains services dans le courant de la journée sont limités à la station de métro Maelbeek dans le quartier européen.

## MTUB News
Le MTUB News, l'actualité du musée, est publié chaque mois dans le mensuel Tram 2000.

## Retro-Shop
En plus de proposer des souvenirs, jouets et cartes postales, le Retro-Shop est une librairie spécialisée sur le monde des transports publics en Belgique et ailleurs.

## Les collections
Les listes suivantes ne sont pas exhaustives et devront être complétées ou actualisées au fil du temps (dernière actualisation en juin 2025) :

### Hippomobile
| Numéro | Compagnie        | Type            | Constructeur et date     | Remarques                              | Photo                                |
| ------ | ---------------- | --------------- | ------------------------ | -------------------------------------- | ------------------------------------ |
| 2      | Nord-Midi        | omnibus de pavé | Heynadier, 1891          | Reconstitution                         | Omnibus à pavé Nord-Midi n° 2        |
| 6      | Ch. Fer Eco.     | déraillable     | Ats Métallurgiques, 1887 | Reconstitution / écartement de 1060 mm |                                      |
| 7      | Voies Fer. Bel   | impériale       | Starbuck, 1868           |                                        | Voies ferrées belges, impériale n° 7 |
| 31     | Cie. Brésilienne | ouvert          | Evrard, 1873             |                                        | Tramways Bruxelles, chevaline n° 31  |

### Motrices
| Numéro         | Compagnie    | Type                    | Constructeur          | Année | Remarques                                                                        | Photo                            |
| -------------- | ------------ | ----------------------- | --------------------- | ----- | -------------------------------------------------------------------------------- | -------------------------------- |
| 346            | Ch. Fer Eco. | mixte "California"      | Ats Métallurgiques    | 1903  | la caisse est une reconstitution                                                 |                                  |
| 415            | T.B.         |                         | Tramways Bruxellois   | 1888  | reconstitution, non roulant                                                      |                                  |
| 428 (ex-410)   | Ch. Fer Eco. |                         | Ats Métallurgiques    | 1904  | la caisse est une reconstitution                                                 |                                  |
| 830            | T.B.         |                         | Ateliers Franco-Belge | 1901  | la caisse est une reconstitution                                                 | Tramways Bruxellois, Motrice 830 |
| 984            | T.B.         |                         | Ats Métallurgiques    | 1906  | reconstruction sur base de la caisse de la motrice 1295                          |                                  |
| 1002           | STIB         | standard                | Tramways Bruxellois   | 1938  |                                                                                  |                                  |
| 1043           | STIB         | standard                | Tramways Bruxellois   | 1937  | Non restauré et conservé sur le site Demets de la STIB                           |                                  |
| 1064           | STIB         | standard                | Tramways Bruxellois   | 1938  | pantographe non d'origine pour circulation sur le réseau de la STIB              |                                  |
| 1259           | STIB         | standard                | Tramways Bruxellois   | 1936  |                                                                                  |                                  |
| 1305 (ex-1291) | T.B.         |                         | Ats Métallurgiques    | 1910  |                                                                                  |                                  |
| 1376           | STIB         | standard                | Tramways Bruxellois   | 1936  | pantographe non d'origine pour circulation sur le réseau de la STIB              |                                  |
| 1428 (ex-1348) | T.B.         |                         | Ats Métallurgiques    | 1923  |                                                                                  |                                  |
| 1505 (ex-1288) | STIB         | standard 1 agent        | Tramways Bruxellois   | 1936  |                                                                                  |                                  |
| 1609 (ex-1050) | STIB         | standard modern.        | Tramways Bruxellois   | 1938  |                                                                                  |                                  |
| 1753           | T.B.         |                         | Ats Métallurgiques    | 1914  |                                                                                  |                                  |
| 1763           | T.B.         |                         | Ats Métallurgiques    | 1914  |                                                                                  |                                  |
| 1930           | T.B.         |                         | Tramways Bruxellois   | 1930  |                                                                                  |                                  |
| 4032           | STIB         |                         | STIB                  | 1965  |                                                                                  |                                  |
| 5001           | STIB         | 3 portes, sans cloisons | Ateliers de la Dyle   | 1935  | pantographe non d'origine pour circulation sur le réseau de la STIB              |                                  |
| 5008           | STIB         |                         | Ateliers de la Dyle   | 1935  | pantographe non d'origine pour circulation sur le réseau de la STIB              |                                  |
| 5016           | STIB         | Sans cloisons           | Ateliers de la Dyle   | 1935  | pantographe non d'origine pour circulation sur le réseau de la STIB              |                                  |
| 5018           | STIB         |                         | Ateliers de la Dyle   | 1935  | caisse prototype PCC                                                             |                                  |
| 5025           | T.B.         |                         | Ateliers de la Dyle   | 1935  |                                                                                  |                                  |
| 7016           | STIB         | PCC                     | BN / ACEC             | 1952  |                                                                                  |                                  |
| 7042           | STIB         | PCC                     | BN / ACEC             | 1953  | Ex-motrice écolage (en rénovation pour devenir tram polyvalent, équipé d'un bar) |                                  |
| 7047           | STIB         | PCC                     | BN / ACEC             | 1952  |                                                                                  |                                  |
| 7065           | STIB         | PCC                     | BN / ACEC             | 1956  |                                                                                  |                                  |
| 7093           | STIB         | PCC                     | BN / ACEC             | 1957  |                                                                                  |                                  |
| 7126           | STIB         | PCC                     | BN / ACEC             | 1957  | Studio BX1                                                                       |                                  |
| 7171           | STIB         | PCC                     | BN / ACEC             | 1971  |                                                                                  |                                  |
| 7500 (ex-7501) | STIB         | PCC                     | Brugeoise & Nivelles  | 1962  | Caroline                                                                         |                                  |
| 7735 (ex-7535) | STIB         | PCC                     | Brugeoise & Nivelles  | 1972  |                                                                                  |                                  |
| 9056 (ex-4056) | STIB         |                         | STIB                  | 1960  | Non restauré et conservé sur le site Demets de la STIB                           |                                  |
| 9079 (ex-4079) | STIB         | panto                   | STIB                  | 1960  |                                                                                  |                                  |
| 9098 (ex-4098) | STIB         |                         | STIB                  | 1960  |                                                                                  |                                  |
| Sources,       |              |                         |                       |       |                                                                                  |                                  |

### Remorques
| Numéro   | Compagnie | Type             | Constructeur             | Année     | Remarques                                    | Photo                                          |
| -------- | --------- | ---------------- | ------------------------ | --------- | -------------------------------------------- | ---------------------------------------------- |
| 29       | T.B.      | ouvert           | Ateliers de Godarville   | 1910      |                                              | Baladeuse N° 29 des Tramways Bruxellois        |
| 102      | STIB      | standard         | Ateliers de Familleureux | 1928-1951 |                                              |                                                |
| 244      | T.B.      | convertible      | Ateliers Franco-Belge    | 1897-1920 | la caisse est une reconstitution             |                                                |
| 301      | T.B.      | ouvert           | Ats Métallurgiques       | 1901      | transformation de la baladeuse 57            | Remorque ouvert n° 301 des Tramways Bruxellois |
| 509      | T.B.      | ouvert           | Tramways Bruxellois      | 1888      | transformation de la baladeuse liégeoise 568 | Baladeuse n° 509 des Tramways Bruxellois       |
| 604      | STIB      | standard modern. | Ats Métallurgiques       | 1931-1968 |                                              |                                                |
| 671      | T.B.      |                  | Ats Métallurgiques       | 1910      |                                              | Remorque n° 671 des Tramways Bruxellois        |
| 1571     | T.B.      | BIB              | Ats Métallurgiques       | 1897      | reconstitution                               |                                                |
| 1600     | T.B.      | BIB              | Ats Métallurgiques       | 1897      | reconstitution                               | Remorque BIB n° 1600 des Tramways Bruxellois   |
| 2004     | STIB      | standard         | Ats Métallurgiques       | 1929-1950 |                                              |                                                |
| 2118     | T.B.      | standard         |                          | 1930      | la caisse est une reconstitution             |                                                |
| Sources, |           |                  |                          |           |                                              |                                                |

### Motrices de service
| Numéro       | Compagnie | Type                     | Constructeur           | Année   | Remarques            | Illustrations |
| ------------ | --------- | ------------------------ | ---------------------- | ------- | -------------------- | ------------- |
| 2 (ex-5021)  | STIB      | dépanneuse               | Ateliers Dyle / STIB   | 1935-77 |                      |               |
| 7 (ex-1411)  | STIB      | dépanneuse               | Tramw. Brux. / STIB    | 1934-70 |                      |               |
| 16 (ex-1404) | STIB      | chasse-neige             | Tramw. Brux. / STIB    | 1934-71 |                      |               |
| 33 (ex-1194) | STIB      | transports               | Tramw. Brux. / STIB    | 1934-72 |                      |               |
| 46 (ex-1205) | STIB      | marche lente             | Tramw. Brux. / STIB    | 1934-72 |                      |               |
| 55 (ex-1287) | STIB      | truck sableur            | Tramw. Brux. / STIB    | 1934-62 |                      |               |
| 59 (ex-3407) | STIB      | standard panto           | Tramways Bruxellois    | 1934    |                      |               |
| 95           | T.B.      | chasse-neige             | J.G. Brill             | 1904    | type Barnum          |               |
| 261          | T.B.      | manœuvres                |                        | < 1904  | truck à butoirs SNCB |               |
| 269          | T.B.      | truck à nacelle          | Tramways Bruxellois    | 1920    |                      |               |
| 272          | T.B.      | benne bascullante        | Ateliers de Godarville | 1927    |                      |               |
| Titine       | STIB      | truck rangement (flèche) | STIB                   | 1961    |                      |               |
| Titine       | STIB      | truck rangement (panto)  | STIB                   | 1961    |                      |               |

### Wagons
| Numéro        | Compagnie | Type         | Constructeur et date           |
| ------------- | --------- | ------------ | ------------------------------ |
| 110 (ex-734)  | STIB      | plat         | STIB, 1975                     |
| 112 (ex-2094) | STIB      | plat         | STIB, 1975                     |
| 115           | STIB      | plat         | STIB, 1975                     |
| 123           | STIB      | plat à rails | Constructeur et date inconnue  |
| 129           | STIB      | tombereau    | Constructeur inconnu, 1910 (?) |
| 131 (ex-1266) | STIB      | citerne      | STIB, 1973                     |
| 141           | STIB      | plat à rails | Constructeur et date inconnue  |
| 145           | STIB      | raboteur     | Constructeur et date inconnue  |
| 289           | T.B.      | tombereau    | Constructeur inconnu, 1910 (?) |
| 295 (ex-127)  | STIB      | plat         | Constructeur inconnu, 1929     |

### Autobus
| Numéro | Compagnie | Type                         | Constructeur et date       | Remarques                             | Photo               |
| ------ | --------- | ---------------------------- | -------------------------- | ------------------------------------- | ------------------- |
| 504    | AB        | AB6DS                        | Brossel / Ragheno, 1939    |                                       |                     |
| 515    | AB        | AB6DS                        | Brossel / Ragheno, 1939    |                                       |                     |
| 8010   | STIB      | 6500T                        | Ragheno / Bussing, 1956    |                                       |                     |
| 8014   | STIB      | AU 115X                      | Van Hool / Daf, 1975       |                                       |                     |
| 8024   | STIB      | A96DAR                       | Brossel / Ragheno, 1956    |                                       |                     |
| 8026,  | STIB      | A308                         | Van Hool, 1999             |                                       |                     |
| 8048   | STIB      | C37                          | Mack / Familleureux, 1957  |                                       |                     |
| 8060   | STIB      | Eagle 16                     | Bus & Car, 1975            |                                       |                     |
| 8080   | STIB      | A98DARC                      | Van Hool / Brossel, 1957   |                                       |                     |
| 8149   | STIB      | A99DAR                       | Van Hool / Brossel, 1958   |                                       |                     |
| 8154   | STIB      | Volvo B59                    | Jonckheere, 1976           |                                       |                     |
| 8164   | STIB      | A98DARV1                     | Jonckheere / Brossel, 1959 |                                       |                     |
| 8246   | STIB      | A98DARV1                     | Van Hool / Brossel, 1960   |                                       |                     |
| 8249   | STIB      | A120/6 carrosserie "Neerman" | Van Hool, 1978             |                                       |                     |
| 8303   | STIB      | A98DARV2                     | Van Hool / Brossel, 1961   |                                       |                     |
| 8313   | STIB      | A500/1 Phase 2 SP            | Van Hool, 1991 - 99        | Réserve ?                             |                     |
| 8349   | STIB      | A92DARV                      | Jonckheere / Brossel, 1963 | Conservé dans la réserve, non roulant |                     |
| 8366   | STIB      | 420 HA ST2/1                 | Van Hool / Fiat, 1963      |                                       |                     |
| 8399   | STIB      | A500/1 Phase 2               | Van Hool, 1991             |                                       |                     |
| 8403   | STIB      | 420 HA ST2/2                 | Van Hool / Fiat, 1964      |                                       |                     |
| 8441   | STIB      | 420 HA ST9                   | Van Hool / Fiat, 1969      |                                       |                     |
| 8542   | STIB      | 409 AU9                      | Van Hool / Fiat, 1972      | Conservé dans la réserve              |                     |
| 8574,  | STIB      | SB250                        | Jonckheere, 1999           |                                       |                     |
| 8660   | STIB      | 409 AU9                      | Van Hool / Fiat, 1974      |                                       |                     |
| 8662,  | STIB      | A300 D3                      | Van Hool, 1996             |                                       | Photo : Michel Reps |
| 8685   | STIB      | A300 CNG (Gaz naturel)       | Van Hool, 1994             | Conservé dans la réserve, non roulant |                     |
| 8815   | STIB      | AG280/2                      | Van Hool, 1985             |                                       |                     |
| Source |           |                              |                            |                                       |                     |

### Trolleybus
| Numéro | Compagnie | Type | Constructeur et date        | Photo |
| ------ | --------- | ---- | --------------------------- | ----- |
| 6023   | STIB      |      | Brossel / ACEC / STIB, 1956 |       |

### Taxis
| Marque / Modèle | Année | Compagnie                      | Photo |
| --------------- | ----- | ------------------------------ | ----- |
| Miesse          | 1907  | Taxis de Saint-Josse-Ten-Noode |       |
| Chevrolet       | 1947  | « Les Taxis Verts »            |       |
| Peugeot 403     | 1961  | « Les Taxis Orange »           |       |
| Source          |       |                                |       |

### Les véhicules de service
| Matricule | Marque                                                                   | Modéle                                                                   | Type             | Année     | Photo |
| --------- | ------------------------------------------------------------------------ | ------------------------------------------------------------------------ | ---------------- | --------- | ----- |
| 2         | Chassis par "Brossel, Bovy & Pipe" \| Carrosé par "Ets. Plas & Mestdagh" | Chassis par "Brossel, Bovy & Pipe" \| Carrosé par "Ets. Plas & Mestdagh" | camion           | 1934-1970 |       |
| 13        | Renault                                                                  | 4 CV                                                                     | voiture          | 1956-1964 |       |
| 70        | Jeep                                                                     |                                                                          |                  | 1977-1995 |       |
| 363       | Volvo                                                                    | Bro                                                                      | camion dépanneur | 1980      |       |
| 424       | Mercedes                                                                 | LP 1113 B                                                                | camion dépanneur | 1974-2010 |       |
| 611       | Mercedes                                                                 | 608D                                                                     | camion           |           |       |
| 8905      | Peugeot                                                                  | J7                                                                       | minibus PMR      | 1978-1995 |       |

## Galerie de photos

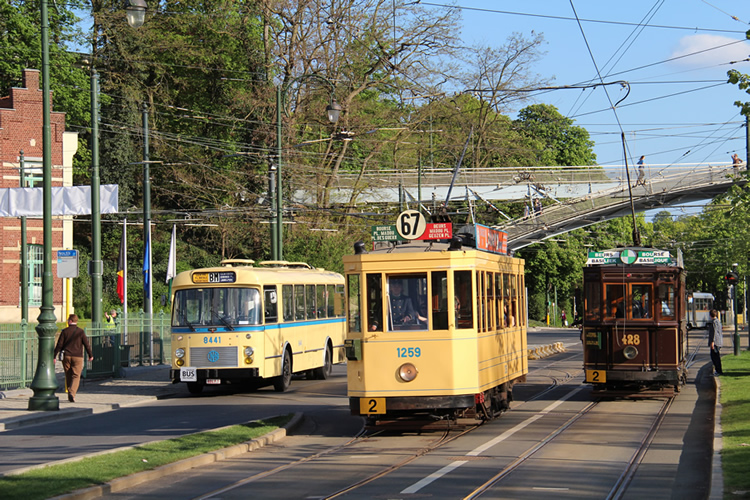
Les véhicules 8441, 1259 et 428 du MTUB
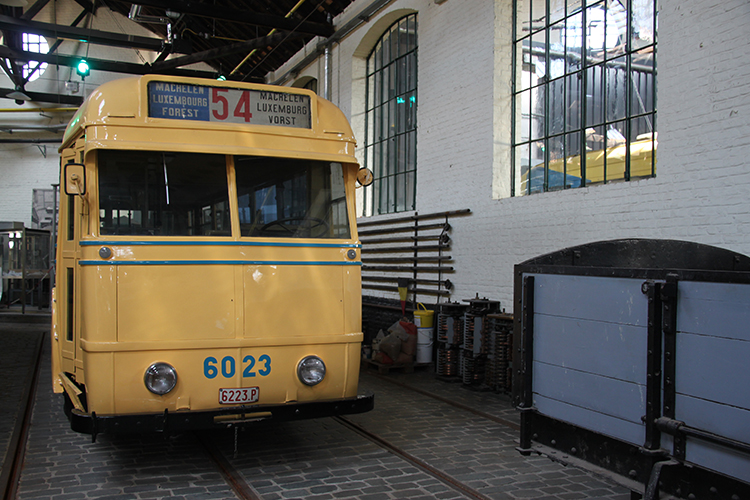
Le trolleybus 6023
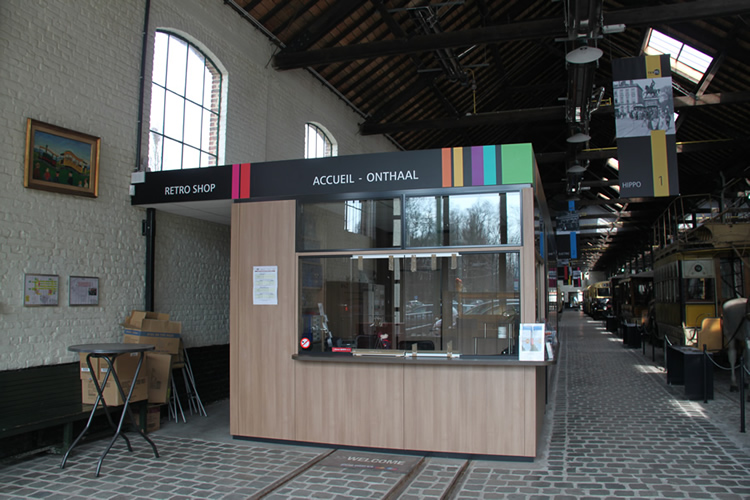
Accueil du Musée
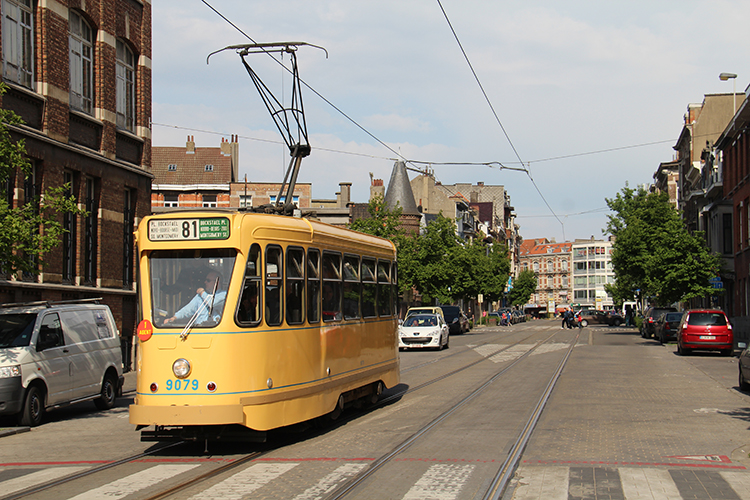
La motrice 9079
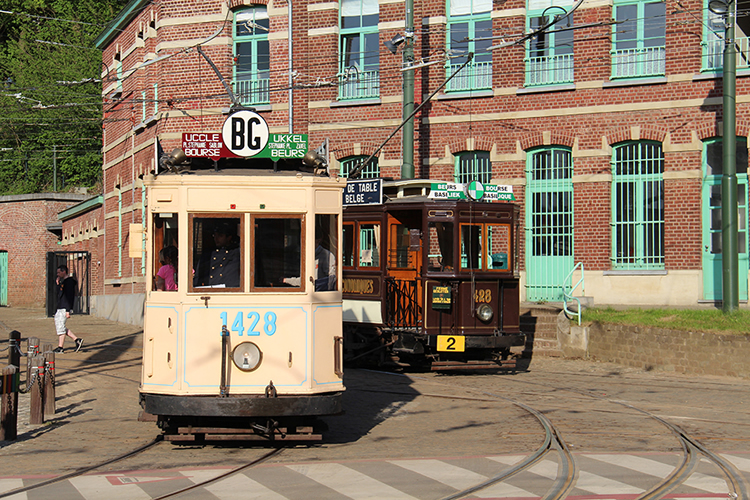
Les motrices 1428 et 428 devant le musée
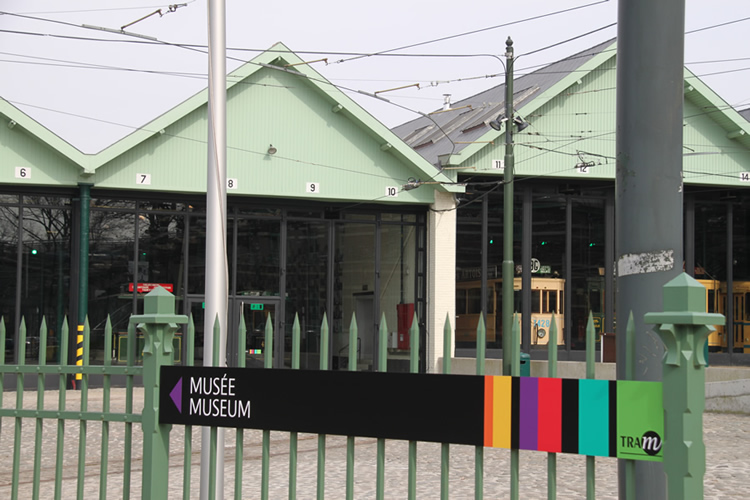
Identité visuelle
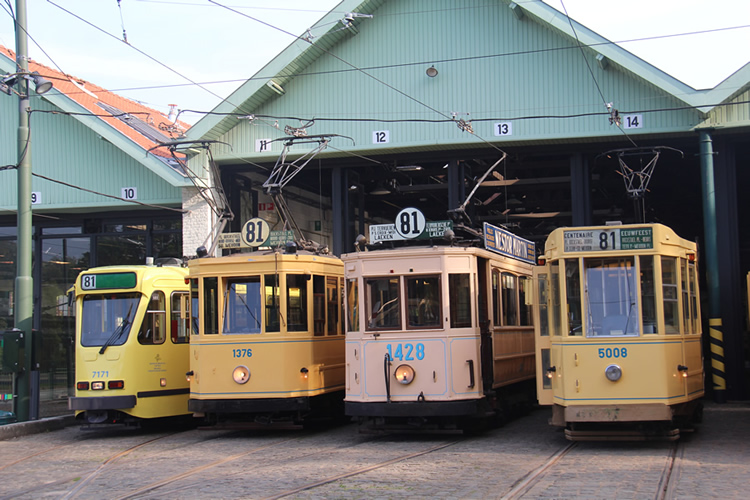
Tramways historiques devant le musée lors des 100 ans de la ligne 81 (01.05.2014)
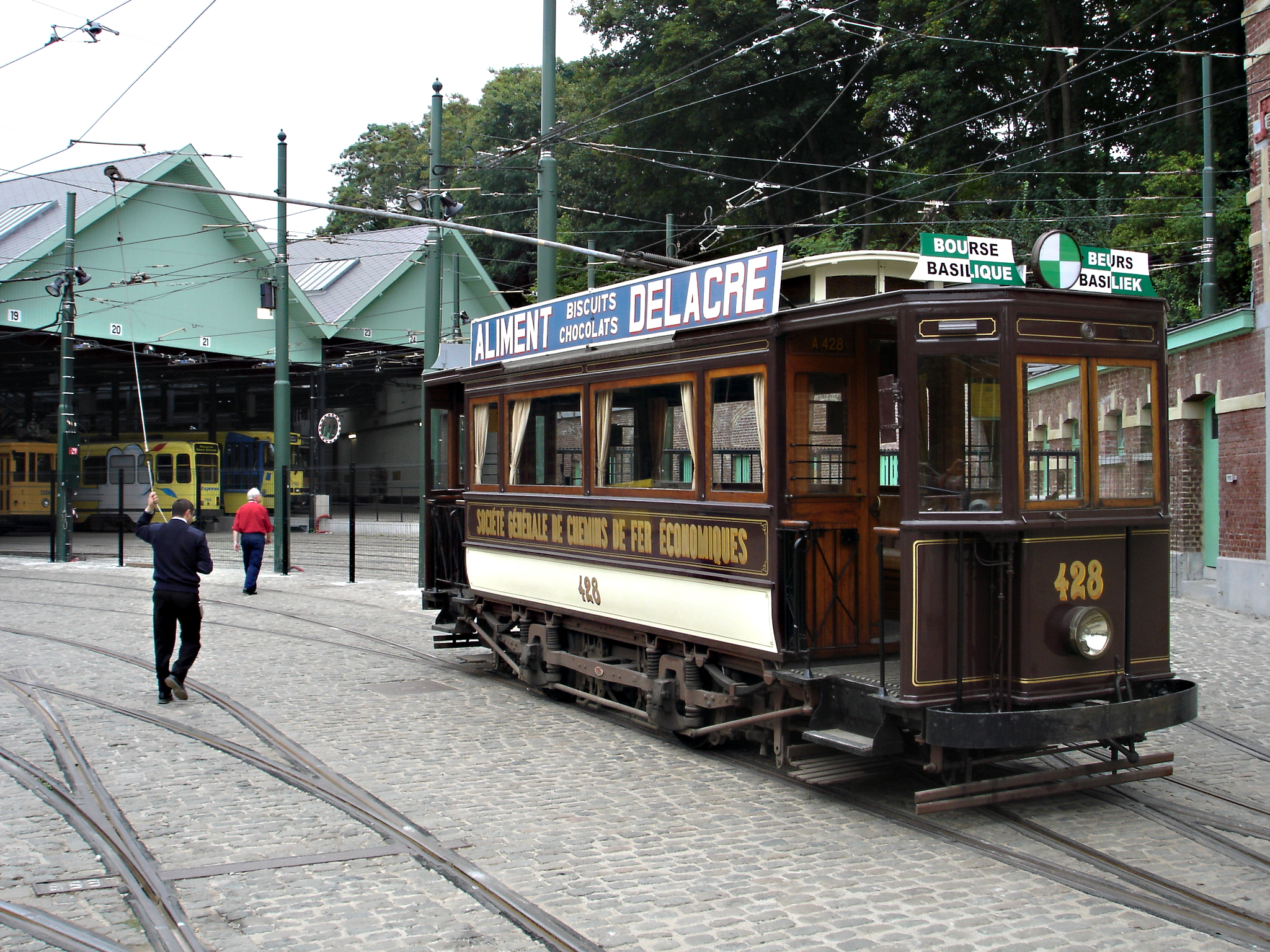
Sur un "tram chocolat", transfert de la flèche d'une extrémité à l'autre pour inversion du sens de marche

## Accessibilité
L'arrêt Musée du Tram se trouve juste devant le musée et est desservi par les lignes de tramways 8, 39 et 44 et les lignes d'autobus 36 et N06 de la STIB. Le Musée est accessible aux personnes à mobilité réduite (les véhicules ne le sont pas).